# Cucujus mniszechi
Cucujus mniszechi is een keversoort uit de familie platte schorskevers (Cucujidae). De wetenschappelijke naam van de soort werd in 1876 gepubliceerd door Antoine Henri Grouvelle.